# Martin Setterberg
Martin Setterberg, né le 15 janvier 1996, est un coureur cycliste suédois, spécialiste de VTT et notamment de cross-country eliminator.

## Biographie
En 2016, il obtient la médaille de bronze lors du championnat d'Europe de cross-country eliminator organisé à domicile, à Huskvarna. Il est devancé par son compatriote Emil Linde et l'Autrichien Daniel Federspiel.

## Palmarès en VTT

### Championnats d'Europe
- Huskvarna 2016
  -  Médaillé de bronze du cross-country eliminator